# 加拿大枢密院
國王加拿大樞密院（英語：King's Privy Council for Canada），又稱國王陛下加拿大樞密院（英語：His Majesty's Privy Council for Canada），是西敏制憲制下一個由加拿大君主的私人顧問組成的國務諮詢機構。雖然名義上樞密院向君主提供有關國務和憲制事務的建議，但實際上根據西敏制責任政府的原則，加拿大君主及其總督只會根據隸屬樞密院的加拿大內閣的建議行事。

## 成員
作為樞密院成員之一，樞密院顧問官（Privy Councillor）一般由加拿大君主的代表加拿大總督在加拿大總理的建議下被召見和任命。顧問官既可以在自己的姓名前冠上閣下（The Honourable）頭銜，又可以在自己的姓名後綴上PC字樣，更會名列排位名單。被提名的樞密院顧問官多由以往內閣成員、現任內閣成員和（極少情況下）被以此頭銜作為榮譽授予的人士（如部分前加拿大總理、前澳大利亞總理比利·休斯、前英國首相溫斯頓·邱吉爾）組成。